# Kaarle Nestor Rantakari
Kaarle Nestor Rantakari (till 1896 Grönqvist), K.N. Rantakari, född 21 januari 1877 i Loimaa, död 26 juli 1948 i Orivesi, var en finländsk tidningsman och politiker. 
Rantakari verkade från 1901 som chefredaktör för en rad sydfinska tidningar, blev filosofie kandidat 1910, var chefredaktör för Uusi Aura i Åbo 1911–1916 och bankdirektör i Viborg 1916–1924. Han var Finska partiets sekreterare 1905–1911 och lyckades med hjälp av dess vänsterflygel genomdriva en omfattande reform av partiets programpolitik. Han blev chef för utrikesministeriets sektion för pressärenden 1932 och kvarstod i ministeriets tjänst till 1939 (senare chef för dess administrativa avdelning). Han uppges ha varit den som 1913 först framförde tanken på att ett finskt universitet borde grundas i Åbo. Han var en grå eminens i 1930-talets finländska politik, en svuren fiende till högerextremistiska tendenser.